# Richard Branson
Richard Charles Nicholas Branson (18. července 1950 Londýn) je britský podnikatel a miliardář, známý jako majitel značky Virgin, která zahrnuje více než 400 společností.

## Život
Branson trpí dyslexií, což mu znesnadňovalo vzdělávání. Pokusy uchytit se na nějaké škole definitivně vzdal v šestnácti letech. Vzápětí začal vydávat časopis pro mládež Student. V roce 1970 otevřel zásilkovou službu s hudebními deskami, o rok později první kamenný obchod. Roku 1972 založil nahrávací firmu Virgin Records, jejímž prvním interpretem se stal mladý multiinstrumentalista Mike Oldfield.
Známá je také Bransonem založená letecká společnost Virgin Atlantic. K roku 2021 byla hodnota majetku Richarda Bransona podle časopisu Forbes 5,6 miliardy amerických dolarů.
Branson se věnuje rozvoji vesmírné turistiky – jeho firma Virgin Galactic plánuje komerční lety do vesmíru. V červenci 2021 vzlétl v raketoplánu VSS Unity k okraji vesmíru do výšky 86 kilometrů.